# 5054 Keil
5054 Keil eller 1986 AO2 är en asteroid i huvudbältet som upptäcktes den 12 januari 1986 av den amerikanske astronomen Edward L.G. Bowell vid Anderson Mesa Station. Den är uppkallad efter Klaus Keil, en amerikansk specialist på meteoriter.
Asteroiden har en diameter på ungefär 4 kilometer.